# Karthalo (Boetharch)
Karthalo (punisch Qrtḥlṣ „Mlqrt hat gerettet“; altgriechisch Καρθάλων Karthálōn; gestorben 150/149 v. Chr.) war in der Mitte des 2. Jahrhunderts v. Chr. ein karthagischer Boëtharchos.
Laut Appian führte er 153 v. Chr., während der numidische König Massinissa im Rahmen des Ersten Keltiberischen Kriegs in Spanien seine Truppen befehligte, auf Betreiben der demokratischen Partei Karthagos eine kleinere militärische Unternehmung gegen die Numider in einem zwischen Karthago und Massinissa umstrittenen Gebiet an. Er tötete dabei einige Numider, machte Beute und hetzte die einheimischen Libyer gegen die Numider auf. Er tat dies in seiner Funktion als Boëtharchos, einem militärischen Wahlamt Karthagos, das nicht exakt zu fassen ist, dessen Träger aber mit dem Befehl über Hilfstruppen betraut war.
Da Karthalo auch für das Jahr 150 v. Chr. als Boëtharchos von Appian benannt wird, verbinden ihn Klaus Geus und andere ebenfalls mit den Geschehnissen des Jahres 151 v. Chr. Die Anführer der demokratischen Partei Karthagos, Hamilkar der Samnite und der Politiker Karthalo, hatten in diesem Jahr die Anhänger Massinissas, die neben der demokratischen „Volkspartei“ und den Parteigängern Roms eine dritte „Partei“ stellten, aus der Stadt vertrieben. Massinissa entsandte daraufhin seine Söhne Gulussa und Micipsa nach Karthago, denen Karthalo den Zutritt zur Stadt verwehrte. Appian unterscheidet ihn ausdrücklich von dem demokratischen Politiker.
Massinissa wertete all dies als Vorbereitung eines Krieges, was den Karthagern laut dem Friedensschluss nach dem Zweiten Punischen Krieg ohne Zustimmung Roms strengstens verboten war. Rom wurde eingeschaltet. Es war die Zeit, in der Marcus Porcius Cato in den Senatssitzungen beständig sein ceterum censeo Carthaginem esse delendam („im Übrigen bin ich der Meinung, dass Karthago zerstört werden muss“) vernehmen ließ. Um dieser Bedrohung zu entgehen, entschied die herrschende Partei Karthagos, die verantwortlichen Militärführer zu opfern. Karthalo der Boëtharchos und andere wurden hingerichtet. Doch Rom gab sich mit dieser Lösung nicht zufrieden. Wenig später brach der Dritte Punische Krieg aus (149–146 v. Chr.), der mit der endgültigen Zerstörung Karthagos endete.